# Знак «Жителю блокадного Ленинграда»

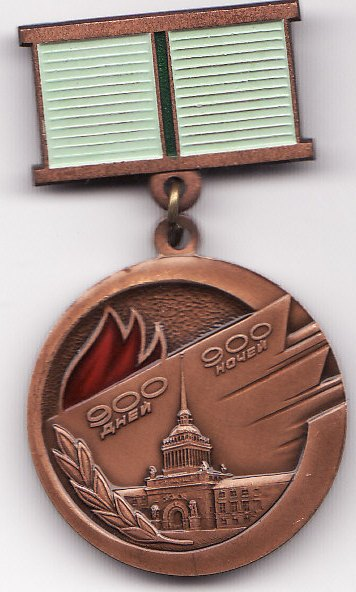
Знак «Жителю блокадного Ленинграда»

Знак «Жителю блокадного Ленинграда» учреждён решением Исполкома Ленгорсовета от 23 января 1989 года № 5 «Об учреждении знака „Жителю блокадного Ленинграда“». В феврале 2021 года в Санкт-Петербурге проживало 64 785 человек, награжденных этим знаком.

## Критерии вручения

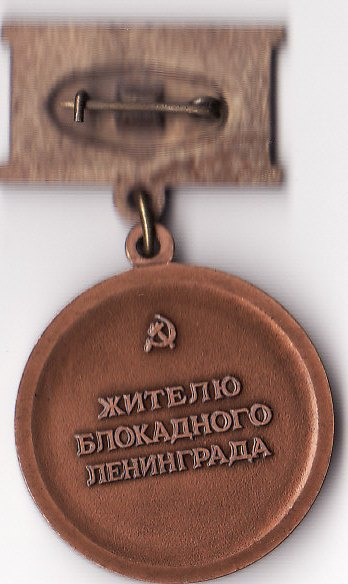
Знак «Жителю блокадного Ленинграда» (обратная сторона)

Согласно Положению о знаке «Жителю блокадного Ленинграда», этот знак вручается прожившим не менее четырёх месяцев в Ленинграде в период блокады (с 8 сентября 1941 года по 27 января 1944 года), не награждённым медалью «За оборону Ленинграда».

## Описание
Круглая латунная медаль диаметром 27 мм; на лицевой стороне — изображение разорванного кольца на фоне Главного Адмиралтейства, язык пламени, лавровая ветвь и надпись «900 дней — 900 ночей»; на оборотной — серп и молот и надпись «Жителю блокадного Ленинграда».
Колодка прямоугольная металлическая, покрытая эмалью цвета ленты медали «За оборону Ленинграда».

## Льготы награждённых
В соответствии с федеральным законом «О ветеранах», лица, награждённые знаком «Жителю блокадного Ленинграда», относятся к ветеранам Великой Отечественной войны 1941—1945 годов.
Федеральный закон «О ветеранах».

Статья 2. Ветераны Великой Отечественной войны:

…
3) лица, награждённые знаком «Жителю блокадного Ленинграда»;…

(в ред. Федерального закона от 04.05.2000 № 57-ФЗ)

В настоящее время россияне, имеющие инвалидность, которым вручён знак «Жителю блокадного Ленинграда», получают одновременно две пенсии — по старости и как инвалиды войны. Соответствующий закон был подписан президентом Российской Федерации в 2006 году. К моменту указанного подписания в России проживало 217 тысяч обладателей знака «Жителю блокадного Ленинграда», из которых 65 % были инвалидами. Таким образом, подписанный президентом закон дал возможность улучшить материальное положение примерно 141 тысяче человек.
Данные лица подлежат абсолютному обслуживанию без очереди (за исключением обслуживания по записи и оформления билетов с местами на отправляющийся транспорт).

## Обсуждение критерия вручения
На рассмотрение органами законодательной власти Российской Федерации и Санкт-Петербурга выносились, но не были приняты следующие законопроекты, которые были призваны поменять критерии вручения знака и расширить категории награждённых за счёт исключения временного ограничения в 4 месяца проживания в городе, а также распространить право на получение знака на детей, рождённых в блокаду матерями, пережившими всю блокаду.
- В 2000 году законопроект был отклонён[3] губернатором Санкт-Петербурга в связи с тем, что он по его мнению противоречил федеральному законодательству и вызвал протест руководства общественных организаций ветеранов и блокадников[4].
- В 2004 году одноимённый законопроект[5] был снова отклонён[6] губернатором Санкт-Петербурга по тем же причинам.
- В 2009 году Законодательным собранием Санкт-Петербурга был инициирован проект Федерального закона по этой проблеме. Проект был отклонён Государственной Думой в 2012 году[7].
- В 2013 году в Законодательное собрание Санкт-Петербурга был внесён новый законопроект, который предполагал распространение права на знак только на детей, рождённых до 28 января 1944 года матерями, находившимися на территории Ленинграда весь период блокады[8].
- На федеральном уровне отклонены также законопроекты 332773-6 и 689881-7.

В 2004 году губернатор Санкт-Петербурга В. И. Матвиенко отметила, что в её адрес обратились руководители общественных блокадных организаций Санкт-Петербурга — Санкт-Петербургской общественной организации «Жители блокадного Ленинграда», Международной ассоциации общественных организаций блокадников города-героя Ленинграда, региональной общественной организации «Общество ветеранов-инвалидов „Блокадных дней резервы трудовые“», региональной общественной организации «Юные участники обороны Ленинграда», региональной общественной организации воспитанников детских домов блокадного Ленинграда, региональной общественной организации «Ленинградский союз „Дети блокады — 900“», выразившие категорическое несогласие с принятием закона и просьбу его не подписывать.
Данная тема снова поднята в СМИ, также проводилось открытое голосование на сайте «Российская общественная инициатива» и остаётся актуальным сбор подписей под петицией на сайте «change.org».
В 2019 году в результате открытого обсуждения в социальной сети «ВКонтакте» и последовавшей за ним встречи представителей городской власти с общественностью и с членами ветеранских и блокадных организаций приняты изменения в Социальный кодекс Санкт-Петербурга, согласно которым выжившие в блокаде (без ограничений четырьмя месяцами проживания), имеющие постоянную регистрацию по месту жительства в Санкт-Петербурге, с января 2020 года получают дополнительные меры социальной поддержки. Вместе с тем, в том же году инициатива Законодательного Собрания Санкт-Петербурга об изменении в федеральном законодательстве очередной раз отклонена и вопрос о вручении знака «Жителю блокадного Ленинграда» всем выжившим в блокадном Ленинграде остался нерешённым.
Новая попытка признать Положение о знаке «Жителю блокадного Ленинграда» утратившим силу в части ограничения по времени проживания 4 месяца в блокадном Ленинграде инициирована в Законодательном Собрании Санкт-Петербурга. Одной из её причин стало приравнивание жителей осажденных городов-героев Севастополя и Сталинграда к ветеранам ВОВ без учёта времени проживания в них. По информации ТАСС в декабре 2024 г. стало известно, что губернатор Санкт-Петербурга Александр Беглов будет добиваться предоставления на федеральном уровне статуса жителя блокадного Ленинграда тем, кто прожили в осаждённом городе менее четырех месяцев. 
На сегодняшний день известно, что проект постановления о соответствующем законопроекте проходил антикоррупционную экспертизу. 